# N号棟
『N号棟』（エヌごうとう）は、2022年4月29日に公開された日本映画。監督は後藤庸介、主演は萩原みのり。
2000年に岐阜県富加町で実際に起きた幽霊団地騒動をもとに新解釈で映像化した考察型恐怖体験ホラー作品。
幽霊が出るという噂の廃団地「N号棟」を訪れた大学生3人が、怪現象を目撃・体験しながら隠された謎に迫っていく様を描く。
キャッチコピーは「これは夢か、幻か、現実か、それとも…」。

## あらすじ
東京の女子大生である史織は死による消滅を恐れ、死恐怖症（タナトフォビア）による不眠症に苦しんでいる。唯一の肉親である母親が植物状態で入院し、手の施しようがないことも、彼女のエキセントリックな性格を形成している。史織は友人で元カレの啓太が友人の真帆と交際しているのを承知で関係を持つなど、刹那的で身勝手な生活を送る。
映像サークルに所属する啓太は卒業制作としてホラー映画を企画し、岐阜にある廃墟の「幽霊団地」を真帆と共にロケハンすることになる。その二人旅に無理に同行する史織。だが、到着した団地には大勢の住人が暮らしていた。史織たちは、その晩は空き室に泊まることになり、管理人から、団地のリーダーである加奈子を紹介される。加奈子は死後の霊の存在を説き、自分たちは家族の霊と共に生活しており、ホラー映画は迷惑だと史織たちを説得する。
史織が死後の世界など信じないと反発すると、途端にポルターガイストが起こり、住人の三谷という女性が5階から投身自殺した。その様子を撮影しろと史織が啓太に命じる。そんな冷徹な史織に反発した真帆は同じ部屋で寝ることを拒否し、加奈子ら住人側につく。
史織は珍しく熟睡し、啓太と共に翌日の正午に目覚める。住人たちは中庭で楽しげにランチ・パーティーを開いている。昨夜の三谷の投身自殺はトリックだと史織は確信して証拠を探す。だが、三谷の幼い息子までが投身自殺してしまい、啓太は史織のせいだと思い、住人側につく。
史織は加奈子の前に引き出され、10年以上も前に恋人を死なせたと加奈子から告白される。だが、恋人が霊として身近にいることを知った加奈子は死後の世界の存在を確信し、他の住人たちも、死んでも団地で暮らし続けるのだという。啓太や真帆も蘇った死者を見て、霊の存在を信じている。死後の世界を認めろと迫られて混乱し、啓太や真帆、加奈子をも殺して史織は自殺してしまう。
その後、史織は生者の姿で病院に現れ、母親の人工呼吸器を外す。心拍が停止した母親は霊として蘇り、史織を抱きしめた。団地の住人となった史織は部屋のカーテンを開けて、満足気に景色を見渡す。

## キャスト
新田史織〈21〉
演 - 萩原みのり
主人公。大学生。死恐怖症（タナトフォビア）を抱える。
啓太が制作するホラー映画のロケハンに同行し、廃団地のN号棟に来てしまう。
上條真帆〈21〉
演 - 山谷花純
史織の大学の同級生。啓太の今カノ。史織、啓太と一緒に廃団地に乗り込む。
山崎啓太〈21〉
演 - 倉悠貴
史織の大学の同級生。史織の元彼。卒業制作のホラー映画のロケハンに廃団地に行く。
浅野加奈子
演 - 筒井真理子
団地の住人。
岡野〈45〉
演 - 岡部たかし
団地の住人。
柳〈56〉
演 - 諏訪太朗
団地の管理人。
三谷〈52〉
演 - 赤間麻里子
団地の住人。
三谷倫太郎
演 - 神尾優典
団地の住人。三谷の息子。
渡瀬
演 - 大山雄史
団地の住人。
芳川
演 - 飯田祐真
団地の住人。

## スタッフ
- 監督・脚本 - 後藤庸介
- 音楽 - Akiyoshi Yasuda
- 主題歌 - DUSTCELL「INSIDE」(KAMITSUBAKI RECORD)
- プロデューサー - 菅谷英一
- 制作プロデューサー - 長田克彦
- 撮影 - 鈴木靖之
- 照明 - 森紀博
- 録音 - 島田宜之
- 美術 - 平井淳郎
- スタイリスト - 網野正和
- ヘアメイク - 小浜田吾央
- 編集 - 平川正治
- 助監督 - 松井貴
- 配給 - SDP